# Beregsurány
Beregsurány ist eine ungarische Gemeinde im Kreis Vásárosnamény im Komitat Szabolcs-Szatmár-Bereg. Sie liegt im Osten des Komitats gut 500 Meter westlich der Grenze zur Ukraine. Auf der anderen Seite der Grenze liegen die ukrainischen Orte Astej (Астей) und Berehowe.

## Geschichte
Die Gemeinde trug ursprünglich nur den Namen Surány.

## Sehenswürdigkeiten
- Reformierte Kirche
- Römisch-katholische Kirche Szent József, erbaut um 1800
- Schloss Uray (Uray-kastély), auch Schloss Károlyi (Károlyi-kastély) genannt, erbaut im 19. Jahrhundert nach Plänen von Miklós Ybl
- Schloss Bay (Bay-kastély), erbaut im 18. Jahrhundert, umgebaut im 19. Jahrhundert

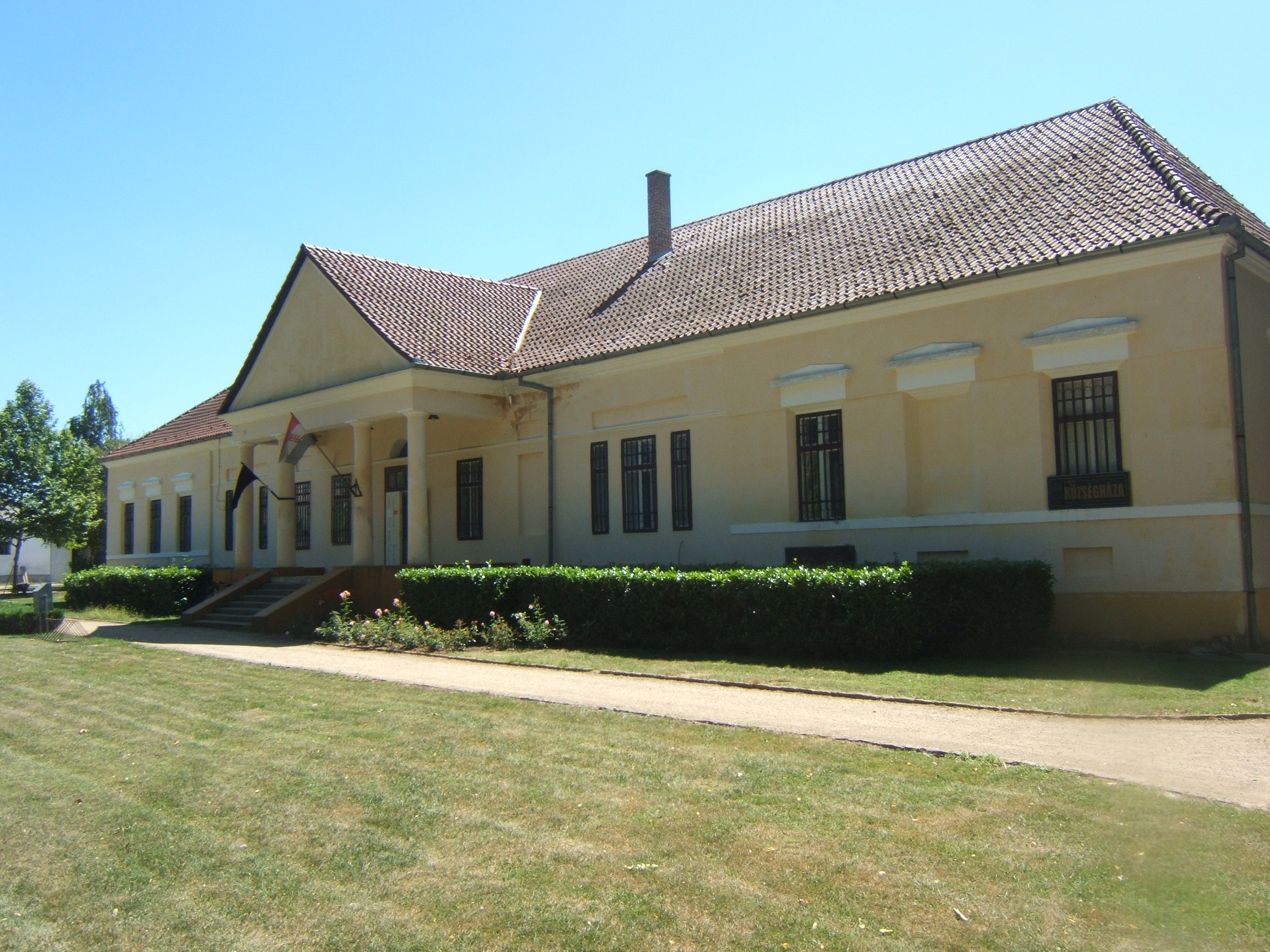
Schloss Uray in Beregsurány

## Verkehr
In Beregsurány kreuzen sich die Landstraße Nr. 4127 und die Hauptstraße Nr. 41, die zum ukrainischen Grenzübergang führt. Der nächstgelegene ungarische Bahnhof befindet sich ungefähr 20 Kilometer westlich in Vásárosnamény.